# Motilibacter rhizosphaerae
Motilibacter rhizosphaerae es una bacteria grampositiva del género Motilibacter. Fue descrita en el año 2013. Su etimología hace referencia a la rizosfera. Es aerobia e inmóvil. Tiene un tamaño de 0,75-0,83 μm de ancho por 1,05-1,85 μm de largo. Catalasa positiva y oxidasa negativa. Forma colonias de color naranja, circulares, opacas, mucosas, convexas y con márgenes enteros tras 5 días de incubación. Temperatura de crecimiento entre 20-37 °C, óptima de 37 °C. Tiene un contenido de G+C de 73,1%. Se ha aislado del suelo en la rizosfera de la planta Peucedanum japonicum en Corea del Sur. 